# Hanna Gabriel
Hanna Gabriels Valle (Alajuela, 14 de enero de 1983) es una boxeadora costarricense de la categoría superwélter que ha destacado por diversos triunfos a nivel internacional. Fue campeona mundial superwélter de la OMB y de la WBA, es actualmente la campeona del peso semicompleto por la WBA y del peso pesado por la WBC. tras haber ganado los campeonatos el 17 de abril de 2021 ante la Mexicana Martha Gaytán.
Es hija de Lesslie Gabriel Binns, prometedor boxeador que clasificó para los Juegos Olímpicos de Moscú 1980, a los cuales no pudo asistir. Su madre es Yolanda Valle Moreno. Su hermano es Windell Gabriel, jugador de fútbol en la primera división costarricense. Su carrera inicia cuando comienza a entrenar porque quería bajar de peso. Su padre le recomienda practicar boxeo, le gusta y a partir de allí comienza a ejercitarse con mayor frecuencia. Debuta en el Gimnasio Nacional, San José, el 17 de noviembre de 2007, combatiendo contra la nicaragüense Xochilet Aoska Herrera, a quien derrota por nocaut.
El 13 de enero de 2010, el Instituto Costarricense del Deporte y la Recreación (ICODER) le dedica los XXX Juegos Deportivos Nacionales Provincia de Alajuela 2010.

## Campeonato mundial wélter
El 19 de diciembre de 2009 gana el campeonato mundial de peso wélter (147 libras) de la Organización Mundial de Boxeo (OMB) al vencer, por nocaut técnico, a la argentina Gabriela Zapata, durante el cuarto asalto. El combate tuvo lugar en el estadio Dennis Martínez de Managua, Nicaragua, y fue parte de una velada en homenaje póstumo a Alexis Argüello, El Flaco Explosivo, tricampeón del mundo, considerado como uno de los más grandes boxeadores de todos los tiempos.
El 14 de enero de 2010, a poco menos de un mes haber ganado, renuncia al título por haber sufrido varios desmayos, ya que su categoría correcta es el superwélter y para esa competencia tuvo que hacer dieta y bajar de peso dejando de consumir carbohidratos.
Durante las semanas siguientes a su triunfo, la prensa costarricense destacó que de acuerdo con las leyes de ese país a Hanna Gabriel se le debería otorgar un reconocimiento económico por parte del Estado de conformidad con la ley 7703 que creó el Premio Nacional Deportivo Claudia Poll que corresponde en ese momento a unos ¢117 millones de colones (aproximadamente US$215.000,00), pues dicha ley establece una dotación económica equivalente a 100 salarios mínimos del puesto de Director del Servicio Civil. Pero este premio finalmente recayó sobre la misma Claudia Poll.

## Campeonato mundial superwélter
El 29 de mayo de 2010 derrota a la dominicana Gardy Peña, en Bayamón, Puerto Rico, con lo cual gana el título de campeona del mundo de la división superwélter (154 libras) de la Organización Mundial de Boxeo (OMB), en una pelea que dura solamente 11 segundos.

## Defensa del campeonato mundial superwélter
El 1 de abril de 2011 Hanna defendió el título mundial por segunda vez ante Melisenda Pérez en el Estadio Nacional de Costa Rica, con una asistencia de más de 14000 personas, ganando por nocaut en el séptimo asalto. 
El 7 de enero de 2012 defendió por tercera vez el título en una intensa y polémica pelea, en la cual derrotó por nocaut técnico en el octavo asalto a la estadounidense Dakota Stone, en combate realizado en el Palacio de los Deportes, Heredia, Costa Rica. Con este resultado la boxeadora tica logró retener el cinturón mundial de las 154 libras de la Organización Mundial de Boxeo (OMB).

## Pérdida del campeonato mundial superwélter
El 28 de febrero de 2013, en el Estadio Ricardo Saprissa de Costa Rica, Hanna perdió el título por nocaut en el segundo asalto contra la dominicana Oxandia Castillo.

## Hanna Gabriels vs Claressa Shields
El 22 de junio de 2018, Gabriels subió de peso por tercera vez para desafiar a la dos veces medallista de oro olímpica Claressa Shields por los títulos vacantes de la WBA y de la IBF  inaugural de peso mediano en el Masonic Temple , Detroit . Después de convertirse en el primer luchador en derribar a Shields, Gabriels perdió una decisión unánime de 10 asaltos (91-98, 92-97, 92-97).

## Vida personal

### Embarazo
El 2 de enero de 2013, Hanna confirma al periódico La Nación que tiene 2 meses de embarazo, pero afirma que planea volver para cumplir sus objetivos: “Ahora que estoy embarazada no pienso dejar el boxeo. Tan pronto podamos iniciar los entrenamientos, estaríamos en camino de buscar otra vez el título”.
El 18 de octubre de 2013, Hanna anuncia al periódico La Nación que tendrá una niña: “Voy a tener una niña, una negrita. Dejó que la viéramos hasta ayer (miércoles)”.
El 20 de enero de 2014 Hanna obtuvo el Título Mundial Femenino de Peso Medio Ligero (154 Lbs) al ganarle a la mexicana Paty Ramírez cuando, después del segundo asalto y luego de un nocaut, la jueza la inhabilita para retomar la pelea. Esta se llevó a cabo en Puerto Rico, en el International Ballroom de San Juan.
Luego, el 17 de octubre de 2015 Hanna derrota por decisión unánime a la estadounidense Kali Reis y retiene su título mundial de las 154 libras de la Organización Mundial de Boxeo. La pelea se llevó a cabo en Liberia, Costa Rica, en el estadio Edgardo Baltodano.

### Activismo
En julio de 2019 Gabriel reconoció en una entrevista haber sufrido abuso sexual a los cinco años como parte de un esfuerzo por crear consciencia sobre el tema. Gabriel es activista por la equidad de género y contra la violencia. Ese mismo año Gabriel fue nombrada por el Alto Comisionado de las Naciones Unidas para los Refugiados como colaboradora especial para ayudar en campañas a favor de los refugiados y en contra de la xenofobia.

## Récord Profesional
| N.º | Resultado | Registro | Oponente                | Método | Asalto-Tiempo | Fecha                    | Localización                                     | Notas |
| --- | --------- | -------- | ----------------------- | ------ | ------------- | ------------------------ | ------------------------------------------------ | --- |
| 24  | Victoria  | 21-2-1   | Martha Gaytán           | TKO    | 2 (10), 1:59  | 17 de abril de 2021      | Fiesta Casino, San José                          | Ganó el título inaugural de peso Semicompleto femenino de la WBA Ganó el título vacante de peso pesado femenino de la WBC |
| 23  | Victoria  | 20-2-1   | Abril Vidal             | UD     | 10            | 17 de julio de 2019      | Gimnasio Nacional, San José                      | Defendió el título de peso Superwélter femenino de la WBA                                                                 |
| 22  | Victoria  | 19-2-1   | Sarah Dwyer             | UD     | 10            | 26 de enero de 2019      | Estadio Nacional, Managua                        | Defendió el título de peso Superwélter femenino de la WBA                                                                 |
| 21  | Derrota   | 18-2-1   | Claressa Shields        | UD     | 10            | 22 de junio de 2018      | Masonic Temple, Detroit                          | Por los campeonatos Inaugurales de peso Mediano de la WBA y la IBF                                                        |
| 20  | Victoria  | 18-1-1   | Oxandia Castillo        | UD     | 10            | 13 de octubre de 2017    | Gimnasio Nacional Eddy Cortés, San José          | Defendió los títulos de peso Superwélter femenino de la WBO y WBA                                                         |
| 19  | Victoria  | 17-1-1   | Natasha Spence          | UD     | 10            | 27 de mayo de 2017       | BN Arena, Hatillo                                | Defendió los títulos de peso Superwélter femenino de la WBO y WBA                                                         |
| 18  | Victoria  | 16-1-1   | Katia Alvariño          | TKO    | 3 (10), 1:28  | 18 de junio de 2016      | Polideportivo José María Vargas, La Guaira       | Defendió el título de peso Superwélter femenino de la WBO, Ganó el título vacante de peso Superwélter femenino de la WBA  |
| 17  | Victoria  | 15-1-1   | Kali Reis               | UD     | 10            | 17 de octubre de 2015    | Estadio Edgardo Baltodano Briceño, Liberia       | Defendió el título de peso Superwélter femenino de la WBO                                                                 |
| 16  | Victoria  | 14-1-1   | Paty Ramírez            | TKO    | 2 (10), 0:36  | 20 de diciembre de 2014  | El San Juan Resort and Casino, Carolina          | Ganó el título vacante de peso Superwélter femenino de la WBO                                                             |
| 15  | Derrota   | 13-1-1   | Oxandia Castillo        | TKO    | 2 (10), 2:45  | 28 de febrero de 2013    | Estadio Ricardo Saprissa Aymá, San Juan de Tibás | Perdió el título de peso Superwélter femenino de la WBO                                                                   |
| 14  | Victoria  | 13-0-1   | Dakota Stone            | TKO    | 8 (10)        | 7 de enero de 2012       | Palacio de los Deportes, Heredia                 | Defendió el título de peso Superwélter femenino de la WBO                                                                 |
| 13  | Victoria  | 12-0-1   | Melisenda Pérez         | TKO    | 7 (10), 1:18  | 31 de marzo de 2011      | Estadio Nacional, San José                       | Defendió el título de peso Superwélter femenino de la WBO                                                                 |
| 12  | Victoria  | 11-0-1   | Melisenda Pérez         | TKO    | 10 (10), 1:04 | 9 de enero de 2011       | Hotel & Casino Conrad, Punta del Este            | Defendió el título de peso Superwélter femenino de la WBO                                                                 |
| 11  | Victoria  | 10-0-1   | Gardy Peña Álvarez      | TKO    | 1 (10), 0:40  | 29 de mayo de 2010       | Coliseo Rubén Rodríguez, Bayamón                 | Ganó el título de peso Superwélter femenino de la WBO                                                                     |
| 10  | Victoria  | 9-0-1    | Gabriela Marcela Zapata | KO     | 4 (10), 1:01  | 19 de diciembre de 2009  | Estadio Nacional, Managua                        | Ganó el título inaugural de peso Wélter femenino de la WBO                                                                |
| 9   | Victoria  | 8-0-1    | Yvonne Reis             | UD     | 6             | 26 de septiembre de 2009 | UVI Sports & Fitness Center, Charlotte Amalie    | |
| 8   | Victoria  | 7-0-1    | Nayeli Vázquez          | UD     | 9             | 18 de abril de 2009      | Gimnasio N.º 1 de La Sabana, San José            | |
| 7   | Victoria  | 6-0-1    | Irasema Valerio         | KO     | 1 (8), 0:46   | 12 de diciembre de 2008  | Gimnasio N.º 1 de La Sabana, San José            | |
| 6   | Victoria  | 5-0-1    | Nayeli Vázquez          | UD     | 8             | 15 de noviembre de 2008  | Gimnasio Villa Olímpica, Desamparados            | |
| 5   | Empate    | 4-0-1    | Rachel Clark            | MD     | 6             | 13 de septiembre de 2008 | Expo Pocosí, Limón                               | |
| 4   | Victoria  | 4-0      | Wanda Peña Ozuna        | KO     | 1 (4), 0:20   | 23 de agosto de 2008     | Gimnasio N.º 1 de La Sabana, San José            | |
| 3   | Victoria  | 3-0      | Cristy Nickel           | UD     | 4             | 5 de julio de 2008       | Gimnasio N.º 1 de La Sabana, San José            | |
| 2   | Victoria  | 2-0      | Evelina Díaz            | KO     | 3 (10), 0:49  | 16 de febrero de 2008    | Gimnasio Nacional Eddy Cortés, San José          | |
| 1   | Victoria  | 1-0      | Aoska Xochilet Herrera  | TKO    | 3 (4), 0:10   | 17 de noviembre de 2007  | Gimnasio Nacional Eddy Cortés, San José          | |